# Campiglossa mitrata
Campiglossa mitrata
 es una especie de insecto díptero que Munro describió científicamente por primera vez en el año 1957.
Esta especie pertenece al género Campiglossa de la familia Tephritidae.